# يو إف سي على إف إكس: ماينارد ضد غويدا
يو إف سي على إف إكس: ماينارد ضد غويدا (بالإنجليزية: UFC on FX: Maynard vs. Guida)‏ هو حدث لفنون القتال المختلطة نظمته يو إف سي، أُقيم في 22 يونيو 2012، على منتجع كازينو المحيط في أتلانتيك سيتي، نيوجيرسي، الولايات المتحدة.